# Никола Коњевић
Никола Коњевић (Београд, 1940) српски је физичар и академик, редовни члан састава Српске академије науке и уметности од 2. новембра 2006, члан Одбора за задужбине САНУ, Друштва физичара Србије и Европског друштва физичара.

## Биографија
Завршио је основне студије Физичке хемије 1963. године и магистарске из области физике плазме једносмерног електричног лука 1965. на Природно-математичком факултету Универзитета у Београду. Докторирао је на Електротехничком факултету Универзитета у Ливерпулу 1968. године, из области ласерске дијагностике плазме. Радио је на Институту за физику у Београду 1964—1978. на истраживањима у области спектроскопије гасне плазме и примене ласера за дијагностику плазме, Институту за примењену физику у Београду 1978—1983. на истраживању физичких процеса у ласерима, њиховом развоју и примени за контролу загађења атмосфере, Институту за физику у Земуну од 1983. године на истраживањима из области спектроскопије плазме и интеракције ласерског зрачења са материјалима, Физичком факултету Универзитета у Београду од 1988. и као професор емеритус. Године 1971. је изабран за доцента Катедре за физику у Новом Саду. Радио је као придружени уредник Journal Quantitative Spectroscopy and Radiative Transfer, Pergamon Press 1992—2001, Journal of Applied Spectroscopy и Spectrochimica Acta. До 2005. године је руководио пројектом „Плазма и пражњења: радијациона својства и интеракција са површинама” Министарства заштите животне средине, а од 2006. пројектом „Ниско-температурна плазма и гасна пражњења: радијативна својства и интеракција са површинама”.

## Награде
- Октобарска награда, са два коаутора (1973)[1]
- Годишња награда Института за физику у Београду (1977)[2]
- Годишња награда Института за примењену физику (1981)[2]
- Писмено признање за успешно реализовану сарадњу са Националним бироом за стандарде Сједињених Америчких Држава (1978. и 1982)[2]
- Националнa награда „Марко Јарић” за изузетне научне резултате у физици (1999)[1]
- Рецензент године часописа Journal Quantitative Spectroscopy and Radiative Transfer (2009)[1]